# Ремі Орбан
Ремі Орбан (5 квітня 1880 — 1951) — бельгійський академічний веслувальник.
Срібний призер Олімпійських Ігор 1908 року в складі вісімки.
Чемпіон Європи 1906 року в складі вісімки.
Срібний призер позачергових Олімпійських ігор 1906 року в складі розпашної двійки на 1 милю.